# Изохорен процес
Изохорен процес е понятие от термодинамиката. Името му идва от гръцкото isos, „равен“, и khora, „място“. При този процес, колкото и фактори да бъдат променени за дадено тяло (вещество), докато обемът му не бъде променен, то няма да извърши никаква работа. Ако идеалният газ е подложен на този процес и количеството на газа е константа, то тогава нарастването на енергията, температурата и налягането ще нараснат с еднакви размери.
Най-често първите изследвания на изохорния процес са свързани с Гийом Амонтон. В своята работа „Парижки мемоари“ през 1702 г. той описва поведението на газ във фиксиран обем вътре в така наречения „въздушен термометър“. Течността в него е в равновесие под въздействието на налягането на газа в резервоара и атмосферното налягане. При нагряване налягането в резервоара се увеличава и течността се изтласква в излизаща от резервоара тръба. Връзката между температурата и налягането е установена под формата:
{\displaystyle {\frac {p_{1}}{p_{2}}}={\frac {1+\alpha t_{1}}{1+\alpha t_{2}}}.}
През 1801 г. Джон Далтон в две от своите есета публикува експеримент, с който установява, че всички газове и пари, които той изследва при постоянно налягане, се разширяват по същия начин с промяна на температурата, ако началната и крайната температура са еднакви. Този закон е наречен Закон на Гей-Люсак, тъй като Гей-Люсак скоро провежда независими експерименти, потвърждава същото разширение на различни газове и получава практически същия коефициент като Далтон. Впоследствие той също комбинира своя закон със закона на Бойл-Мариот, което дава възможност, наред с други неща, да се опише изохорният процес.
От дефиницията за работа следва, че елементарната работа в термодинамичния процес е равна на :
δA=PdV
За да определим пълната работа на процеса, ще интегрираме този израз :
{\displaystyle A=\int \limits _{V_{1}}^{V_{1}}PdV}
но тъй като обемът е непроменен, т.е. dV=0, тогава такъв интеграл е равен на нула. Следователно при изохорния процес газът не изпълнява работа :
A=0
Същото може да бъде показано на графиката на изохорния процес. От математическа гледна точка работата на процеса е равна на площта на такава графика. Но графиката на изохорния процес е права линия, перпендикулярна на оста на обема. По този начин площта под него е нула.
Промяната във вътрешната енергия на идеалния газ може да се намери по формулата:
{\displaystyle \Delta U=(i:2)vR\Delta T}
Където i – броят на градусите на свобода, който зависи от броя на атомите в молекулата на газа (3 – за едноатомен (например неон), 5 – за двуатомен (например кислород) и 6 – за триатомен и други (например, молекула водна пара)).
Използвайки първия закон на термодинамиката, можете да намерите количеството топлина в термодинамичния процес :
{\displaystyle Q=\Delta U+A}
Но при изохорния процес газът не върши работата. Тоест, равенството се осъществява:
{\displaystyle Q=\Delta U=(i:2)vR\Delta T}

по този начин цялата топлина, която газът получава, се изразходва за промяна на вътрешната енергия.